# ماتي ليبتاك
ماتي ليبتاك (بالإنجليزية: Mattie Liptak)‏ هو ممثل أمريكي، ولد في 10 أبريل 1996 بووكر في الولايات المتحدة.

## أعمال

### أفلام
- (2011)  المحطة
- (2012) حياة تيموثي غرين الغريبة
- (2015) ترامبو[3]

## وصلات خارجية
- ماتي ليبتاك على موقع IMDb (الإنجليزية)
- ماتي ليبتاك على موقع ألو سيني (الفرنسية)
- ماتي ليبتاك على موقع أول موفي (الإنجليزية)
- ماتي ليبتاك على موقع قاعدة بيانات الفيلم (الإنجليزية)
- ماتي ليبتاك على موقع كينوبويسك (الروسية)